# Monocyphoniscus loritzi
Monocyphoniscus loritzi är en kräftdjursart som beskrevs av Stanko Karaman 1966. Monocyphoniscus loritzi ingår i släktet Monocyphoniscus och familjen Trichoniscidae. Inga underarter finns listade i Catalogue of Life.